# صحراء سارجيسيك و اتيراو
صحراء سارجيسيك واتيراو (بالإنجليزية:The Saryesik Atyrau Desert) تمتد الصحراء إلى 400 كم جنوب بحيرة بلخاش في شرقي كازاخستان، كما أنها تصنف على أنها صحراء رملية، وهناك العديد من البحيرات الصغيرة والبرك في الصحراء، وكذلك المراعي المنتشرة في نطاق ضيق والتي تدعم الحيوانية القليلة المنتشرة في الصحراء وكذلك أسراب الطيور.